# Crambus viettellus
Crambus viettellus is een vlinder uit de familie grasmotten (Crambidae). De wetenschappelijke naam van deze soort is voor het eerst geldig gepubliceerd in 1962 door Błeszyński & Collins.
De soort komt voor in tropisch Afrika.